# 松山市立味生第二小学校
松山市立味生第二小学校（まつやましりつ みぶだいにしょうがっこう）は、愛媛県松山市にある公立小学校。

## 沿革
- 1983年4月1日 - 松山市立味生小学校から分離し開校
- 1983年9月6日 - 校歌完成
- 1991年10月2日 - 学校花壇コンクール市議会議長賞受賞
- 1991年10月18日 - 県統計コンクール学校賞受賞
- 1997年4月1日 - 難聴特殊学級設置（ひびき学級） （2006年3月31日まで）
- 1998年6月5日 - 平成10年度交通安全モデル小学校指定校
- 2005年11月10日 - 中国四国音楽教育研究大会発表
- 2008年5月27日 - 「確かな学力定着向上推進事業」推進校指定（県教委）
- 2009年4月1日 - 情緒障害特別支援学級設置（ひばり2組）
- 2011年12月16日 - 時代を担う子どもの文化芸術体験事業実施（東京シティフィルハーモニック管弦楽団来校）

## 特徴
私服登校は認められておらず、制服もしくは、標準服で通う規定がある。（金曜日以外）YouTubeのeat愛媛朝日テレビチャンネル「先進的な取り組みとは？松山市内の小学校に密着！エヒメのマナビ【Jチャンえひめ特集】」によると現在は女子生徒に関しては従来のサスペンダー付きのスカートに加えてズボンの選択も可能になった。5年に一度服装検討委員会（近年だと2021年）が開催され保護者アンケートも行われている。現在の校長先生は児童自身にとって動きやすい服装を望んでいる。全国的にスカートに付いているサスペンダーの廃止が進んできている為スカートの形状の変更を今後、議論対象となるものと思われる。（毎週金曜日に限っては、私服登校も認められている。）この学校の生徒の殆どは、同じ別府町内の、味生小学校の生徒らと共に、市立津田中学校に通うことになる。周りを山で囲まれている為、アスレチックなどと呼ばれる遊具の集まった場所で、遊んでいる子供達も少なからずいる。2個ある校舎、体育館、飼育小屋などがある。毎年春には、「6年生を送る会」などと呼ばれる、イベント等もある。

## 所在地
- 愛媛県松山市別府町3番地1